# 中央館 (京城府)
中央館（ちゅうおうかん、朝鮮語: 중앙관、チュンアンクァン）は、かつて存在した日本統治時代の朝鮮の映画館である。1921年（大正10年）、日本が統治する朝鮮の京城府永楽町1丁目（現在の大韓民国ソウル特別市中区苧洞1街）に開館する。1940年（昭和15年）前後に東宝文化劇場（とうほうぶんかげきじょう）、次いで東宝中央劇場（とうほうちゅうおうげきじょう）と改称している。第二次世界大戦以降は、中央劇場（ちゅうおうげきじょう、朝鮮語: 중앙극장、チュンアンクッチャン）の名称で復興した。のちにマルチプレックスシアター（シネマコンプレックス）して1998年11月28日に再開業以降は中央シネマ（ちゅうおうシネマ、朝鮮語: 중앙시네마、チュンアンシネマ）と改称したが、2010年5月31日に閉館した。

## 沿革
- 1921年10月 - 開館[1]
- 1940年前後 - 東宝文化劇場、次いで東宝中央劇場と改称[7][8]
- 1950年前後 - 中央劇場と改称[9]
- 1998年11月28日 - 3スクリーンに改装して中央シネマと改称[9]
- 2000年6月24日 - 5スクリーンに改装[9]
- 2010年5月31日 - 閉館[9]

## データ
- 所在地 : 朝鮮京城府永楽町1丁目48番地[7]
  - 現在の大韓民国ソウル特別市中区苧洞1街48番地[9]

北緯37度33分54秒 東経126度59分14秒 / 北緯37.56500度 東経126.98722度
- 経営 : 
  1. 藤本省三 （1926年[3] - 1929年[4]）
  2. 小田勇吉 （1930年[5]）
  3. 大石興行部 （大石貞七、1940年代[7][8]）
  4. 中央劇場 （1950年代 - 1998年）
  5. 株式会社中央シネマ （1998年 - 2010年）
- 構造 : 木造二階建
- 観客定員数 : 933名（1929年[4]・1930年[5]） ⇒ 800名（1942年[7]） ⇒ 850名（1943年[8]）
  - 3スクリーン（1998年[9]） ⇒ 5スクリーン（2000年[9]）

## 概要

### 1921年 - 1945年
1921年（大正10年）10月、日本が統治する朝鮮の京城府永楽町1丁目48番地（現在の大韓民国ソウル特別市中区苧洞1街48番地）に中央館として開館した。興行系統は帝国キネマ演芸で、同館との特約館契約が帝国キネマ演芸の初の京城市場への進出であった。当時は映画館開業ラッシュで、同館のほか、同年には京龍館（のちの城南劇場、練兵町83番地、現在の龍山区南營洞83番地）、翌1922年（大正11年）には仁寺洞に朝鮮劇場（現在の鍾路区仁寺洞130番地、1936年閉館）が開館しており、清渓川を隔てた北側（北村）に團成社（授恩町56番地、現在の鍾路区廟洞56番地、1907年開館）、優美館（鍾路区貫鐡町89番地、現在の貫鉄洞89番地、1912年開館）、朝鮮劇場の3館、同じく南側（南村および龍山）に大正館（櫻井町1丁目26番地、現在の仁峴洞1街26番地、1912年開館）、喜樂館（本町1丁目38番地、現在の忠武路1街24番地、1915年開館）、黄金館（のちの國都劇場、黄金町4丁目310番地、現在の乙支路4街310番地、1913年開館）、京龍館、同館の5館が揃い、合計8館が常設映画館としての営業を行っていた。
1923年（大正12年）には、帝国キネマ演芸との特約館契約を終了し、松竹キネマと契約を結んでいる。1925年（大正14年）に発行された『日本映画年鑑 大正十三・四年』によれば、同館の興行系統は東亜キネマであり、1年足らずの間に切り替わっている。1927年（昭和2年）に発行された『日本映画事業総覧 昭和二年版』では、同館の興行系統は東亜キネマ・帝国キネマ演芸・ユニバーサル映画の3社混成、邦洋混映館とされており、同館の経営は藤本省三の個人経営、支配人は桜庭藤夫が務めている。1929年（昭和4年）に発行された『日本映画事業総覧 昭和三・四年版』によれば、経営は藤本省三で変わらず、興行系統はマキノ・プロダクションに変わっており、観客定員数が933名であると明示された。『日本映画事業総覧 昭和五年版』では、観客定員数は変わらず、興行系統はマキノに加えて洋画を上映しており、経営が小田勇吉の個人経営、支配人が倉永義雄に代っている。笹川慶子の指摘によれば、1930年（昭和5年）の一時期、数か月だけマキノに加えて帝国キネマ演芸の作品を上映したが、翌1931年（昭和6年）8月28日をもって帝国キネマ演芸が消滅しており、同館での上映が同府内での最後の上映になった。
1940年（昭和15年）前後の時期に東宝文化劇場（京城東寶文化劇場とも）と名称を変更している。1937年（昭和12年）9月10日に4社合併により東宝映画が設立されて以降、同府内には同館のほか、東宝若草劇場（のちのスカラ劇場、若草町41番地、現在の草洞41番地、1935年開館）、京城宝塚劇場（かつての黄金館、のちの國都劇場）と東宝系の映画館が3館存在した。第二次世界大戦が始まり、戦時統制が敷かれ、1942年（昭和17年）、日本におけるすべての映画が同年2月1日に設立された社団法人映画配給社の配給になり、映画館の経営母体にかかわらずすべての映画館が紅系・白系の2系統に組み入れられるが、『映画年鑑 昭和十七年版』には同館の興行系統については記述されていない。同資料によれば、同館は東宝中央劇場と名称を変更しており、当時の同館の経営は大石興行部（大石貞七）、支配人は1930年から変わらず倉永義雄が務め、観客定員数が800名に減っている。『映画年鑑 昭和十八年版』によれば、観客定員数は850名に改められている。1943年（昭和18年）6月16日には、朝鮮映画製作が製作した純然たる朝鮮映画『朝鮮海峡』（監督朴基采）が、同館や明治座、京城劇場（のちのソウル劇場）等の同府内5館で上映されている。

### 1945年 - 2010年
1945年（昭和20年）8月15日、第二次世界大戦が終了し、同年9月8日から1948年8月15日に大韓民国が建国されるまでの間は、在朝鮮アメリカ陸軍司令部軍政庁がこの地域を統治した。正確な時期は不明であるが、韓国民間の手で復興した。館名も中央劇場と改称している。
1970年代以降、アメリカ映画の代表的封切館として知られ、たとえば『ジョーズ』（監督スティーヴン・スピルバーグ、アメリカ公開1975年6月20日、日本公開同年12月6日）は、韓国では『죠스』（ジョス）の題で1978年4月22日に同館とアジア劇場の2館で封切られており、『愛と青春の旅だち』（監督テイラー・ハックフォード、アメリカ公開1982年8月13日、日本公開同年12月18日）は、韓国では『士官과紳士』の題で1983年（昭和58年）1月1日に同館で封切られた。国内映画も上映されており、たとえば、1981年2月5日には、同館を封切館として、チョー・ヨンピル主演『その愛、恨になり』（監督李亨杓）が公開され、71,209人の動員を記録している。
マルチプレックスシアター化に取り組み、3スクリーンに改装して1998年11月28日、中央シネマと改称して再開館している。2000年6月24日には、さらに2スクリーンを増やして5スクリーンに改装した。2010年5月31日、閉館した。Google ストリートビューでは2009年10月時点の営業中の同館が写っており、Google マップにも「중앙시네마」と記されており、建物の現状については不明である。
大邱中央劇場（大邱市）、礼山中央劇場（礼山郡礼山邑）、仁川中央劇場（仁川広域市）、水原中央劇場（水原市）、済州中央劇場（済州市）等、他都市にも「中央劇場」は存在した。